# 鎌ケ谷市立第三中学校
鎌ケ谷市立第三中学校（かまがやしりつ だいさんちゅうがつこう）は、千葉県鎌ケ谷市粟野にある公立中学校。通称「三中」「鎌三」。

## 沿革
- 1975年 - 鎌ヶ谷中学校の敷地内にプレハブ仮校舎で開校。同年新校舎に移転。
- 1976年 - 校旗制定
- 1976年 - プレハブ校舎完成。
- 1978年 - プール完成。
- 1979年 - 体育館完成。
- 1984年 - 第3期工事完成。
- 1999年 - 欅心館（柔道場）完成
- 2015年 - 創立40周年

## 教育目標
「心豊かで自ら学ぶ生徒」

## 部活動

### 運動部
- 駅伝部（男・女）
- 陸上部短距離（男・女）
- ソフトテニス部（男・女）
- 野球部（男・女）
- サッカー部（男・女）
- バスケットボール部
- バレーボール部（女）
- 卓球部（男・女）
- ハンドボール部（男・女）
- 特設水泳部（夏限定）

### 文化部
- 吹奏楽部
- 美術部
- 家庭科部